# 116 000

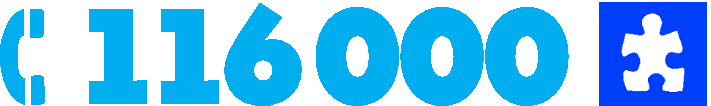
Logo du 116 000

Le 116 000 est le numéro européen d'urgence en cas de disparition d'enfant. La ligne directe du 116 000 a pour mission d'écouter et soutenir les familles d'enfants disparus.
Depuis 2005, le développement d'un numéro d'urgence pour les disparitions d'enfant qui peut être atteint partout en Europe est la priorité de l'ONG Missing Children Europe (en).
Il est actif dans 30 pays en Europe : Albanie, Autriche, Belgique, Bulgarie, Croatie, Chypre, Tchéquie, Danemark, Estonie, France, Grèce, Hongrie, Irlande, Italie, Lettonie, Lituanie, Luxembourg, Malte, Pays-Bas, Pologne, Portugal, Roumanie, Serbie, Slovaquie, Slovénie, Espagne, Suède, Suisse, et Royaume-Uni.

## Union européenne

En bleu foncé : les pays de l'union européenne où le 116 000 est actif

Le 15 février 2007, la commission européenne reconnaît le besoin d'un tel effort à travers l'Europe et adopte le 15 février 2007 une décision faisant obligation aux États membres de réserver la série à six chiffres de numéros d'appel commençant par «116» aux services à valeur sociale en Europe. Ces numéros d'appel uniques gratuits et les services qu'ils fournissent doivent être identiques dans tous les États membres. La décision initiale de la Commission recense un numéro, le 116000, qui a été réservé à une ligne directe d'urgence permettant de signaler la disparation d'un enfant.
Le 25 mai 2009, le numéro est créé dans neuf états membres.

### En France
Le 116 000 français est un dispositif mis en place le 25 mai 2009 et coordonné par la fondation Droit d'Enfance depuis le 14 novembre 2018. Droit d'Enfance est une fondation membre de Missing Children Europe (en), la fédération européenne pour les enfants disparus et exploités sexuellement.
La Finlande est le seul pays de l'Union européenne qui n'a pas une ligne téléphonique opérationnelle de 116 000.

## En Suisse
Missing Children Switzerland est le répondant du numéro « 116 000 » en Suisse. La ligne est accessible en tout temps et en 4 langues (FR, DE, IT, DE). Les appels sont gratuits et confidentiels. Missing Children Switzerland est une fondation reconnue d'utilité publique membre de Missing Children Europe (en).